# Fajwel Berliner
Fajwel Berliner ps. Szlamek, Szlamowicz, Dawid Boczkin (ur. 1 listopada 1906 w Płońsku, zm. 1937 w ZSRR) – polski działacz komunistyczny i publicysta żydowskiego pochodzenia, członek ZMK, KPP i Stowarzyszenia Wolnomyślicieli Polskich. Ofiara wielkiego terroru.
Syn Szyi Gecela Berlinera i Chany Ruchli z domu Garcowicz (Garcewicz). Miał młodszą siostrę Surę Malkę. Rodzina przeprowadziła się do Łodzi, gdy Fajwel był jeszcze dzieckiem. Zamieszkali przy ul. Widzewskiej. Od 15 roku życia był robotnikiem w przemyśle drzewiarskim. Działacz młodzieżowej żydowskiej organizacji Bundowskiej „Cukunft”, a od 1924 Związku Młodzieży Komunistycznej. Przewodniczył czerwonej frakcji Zarządu Okręgowego żydowskiego Związku Zawodowego Robotników Przemysłu Włókienniczego. Od 1926 działacz Stowarzyszenia Wolnomyślicieli Polskich. Organizował odczyty i kursy szkoleniowe wśród młodzieży. W latach 1926–1928 współzałożyciel i współredaktor wydawanych w języku jidysz pism żydowskiej sekcji Stowarzyszenia: „Der Frajdenker” („Wolnomyśliciel”), „Najer Frajdenker” („Nowy Wolnomyśliciel”), „Proletariszer Frajdenker” („Proletariacki Wolnomyśliciel”) i „Frajdenkerwort” („Słowo Wolnomyślciela”). Następnie wszedł w skład Centralnego Biura Żydowskiego przy Komitecie Centralnym KPP.
Pod koniec 1928 został na krótko aresztowany w związku z działalnością komunistyczną. Od 1929 na polecenie KC partii kierował Centralną Techniką KPZU we Lwowie. Zagrożony aresztowaniem, na przełomie 1930/1931 wyjechał do Gdańska, a następnie do ZSRR, gdzie przybrał nazwisko Dawid Boczkin. Początkowo pracował jako dyrektor podstawowej szkoły żydowskiej w Kijowie, od 1932 na stanowisku redaktora żydowskiej gazety codziennej „Proletarisze Fon” („Proletariacki Sztandar”) wydawanej przez Komunistyczną Partię (bolszewików) Ukrainy. Potem był kierownikiem jej działu zagranicznego. 1933–1936 słuchacz w szkole partyjnej, następnie kierownik kursów szkoleniowych przy Okręgowej Radzie Przemysłowej w Kijowie. 12 czerwca 1937 został aresztowany przez NKWD, a następnie stracony w wielkiej czystce, w ramach likwidacji działaczy Komunistycznej Partii Polski. Zrehabilitowany w 1955.
Jego żoną była Tola Beatus (ur. 1904 w Łodzi, zm. 1987 w Izraelu), właśc. Tauba Beatus, córka Hilela i Cyrli, działaczka komunistyczna i funkcjonariusz aparatu bezpieczeństwa PRL, siostra Barbary Beatus.